# Phaseolus vulgaris
Phaseolus vulgaris, també conegut com fesolera o mongetera comuna i mongetera francesa, és una planta herbàcia anual que es cultiva a tot el món per les seves llavors seques comestibles o els seus fruits no madurs (que s'anomenen fesols o mongetes o bajoques). La seva fulla també s’utilitza ocasionalment com a verdura i la palla com a farratge. La seva classificació botànica, juntament amb altres espècies de Phaseolus, forma part de la família de les fabàcies o lleguminoses. Com la majoria dels membres d’aquesta família, els fesols comuns adquireixen el nitrogen que necessiten mitjançant una associació amb els rizobis, que són bacteris fixadors de nitrogen.
És d'origen americà i té molta variabilitat en formes colors i mides. Pertany al gènere Phaseolus com altres espècies conreades, entre elles la Phaseolus lunatus, anomenada "mongeta de Lima" i a la qual pertany el garrofó, ingredient típic de les paelles valencianes. De l'espècie Phaseolus coccineus és el "Fesol Fava de Sóller" o mongeta vermella. Les fesoleres poden ser enfiladisses o de mata baixa segons la varietat. És una planta anual de fulles simples de color verd fosc i flors blanques. Es conrea en l'època càlida de l'any i és de ràpid creixement. Es fa en regadiu o secans frescs. També es fan en hivernacle per collir a l'hivern.
Segons la FAO, la superfície mundial de mongeteres és de prop de 27 milions d'hectàrees i és la principal font de proteïna d'alguns països d'Amèrica Central. Les mongetes s'utilitzen sobretot per a l'alimentació. En els països desenvolupats disminueix molt el consum de les mongetes, malgrat que són molt nutritives amb més d'un 20% de proteïna i menys del 2% de greixos. Un estudi trobà que els fesols per a cuina ràpida tenen més proteïna i minerals que els fesols de cuina més lenta.

## Llavor
Pel que fa a la llavor, el fesol o mongeta, o tavelleta és la llavor de la fesolera (també mongetera o bajoquera), que creix junt amb altres llavors dins d'una beina, dita també tavella o bajoca llarga i estreta. Aquesta última pot ser plana o rodona de secció, dita sovint "perona" o "fina", respectivament). Les principals categories de mongetes comunes, segons el seu ús, són les mongetes seques (llavors collides a la maduresa completa), les mongetes tendres (beines tendres amb fibra reduïda collides abans de la fase de desenvolupament de les llavors) i les mongetes sense closca (closques) maduresa).

## Origen i difusió
La domesticació de la mongeta comuna començaria en dos pols o centres diferenciats, d'una banda a Amèrica Central (la varietat vulgaris) i d'altra banda a la regió andina d'Amèrica del Sud (varietat aborigineus). Aquestes dues varietats es distingeixen principalment en la mida dels grans, que és major en la varietat andina.
La seva primera aparició en jaciments arqueològics data dels anys 7000 aC. al Perú, 4000 aC a Tamaulipas (nord-est de Mèxic) i de 3000 aC a Tehuacan (sud-est de Mèxic).
El centre mesoamericà, o d'Amèrica Central, és una zona on gairebé la totalitat d'espècies de mongeta s'han trobat en estat salvatge, i sembla el centre principal de difusió de la mongeta on s'hauria format el complex mongeta-blat de moro-carabassa (conegudes com "les tres germanes" dels pobles amerindis). Sembla que aquestes plantes s'haurien posteriorment difós cap al nord.
A Europa, la mongeta no va ser coneguda fins que Cristòfol Colom en va veure per primer cop a Nuevitas (Cuba), en el seu primer viatge a Amèrica l'octubre de 1492. Després d'ell, altres exploradors en trobarien a diversos punts d'Amèrica del Nord i del Sud. Sembla que va ser el papa Climent qui en va introduir les llavors a alguns països d'Europa, com ara a França, on en va oferir com a regal pel casament del rei Enric III amb Caterina de Mèdici, l'any 1533. El domini del seu cultiu i l'adaptació de la planta a les terres europees, però, encara van trigar prop d'un segle a fer-se efectius. D'altra banda, els navegants i comerciants portuguesos van començar a portar les mongetes a Àfrica i Àsia.
La mongeta va tenir ràpidament èxit en alguns indrets d'Europa, on es va diversificar en moltes varietats locals, i de vegades van arribar a substituir parcialment o totalment, per a alguns plats concrets o més en general, alguns altres llegums, com ara faves, cigrons o llenties. També es va implantar bé a l'est d'Àfrica, en especial a la zona dels Grans Llacs (Kenya, Uganda, Tanzània), on les condicions ecològiques són properes a les de les muntanyes andines. Aquesta zona ha esdevingut també un centre de diversificació de la planta i el llegum ha esdevingut un aliment base per a les poblacions rurals que hi habiten. En canvi, a l'Àsia tropical, la mongeta no ha arribat a imposar-se enfront d'altres llegums com la mongeta xinesa (Vigna radiata) o l'egípcia (Dolichos lablab).

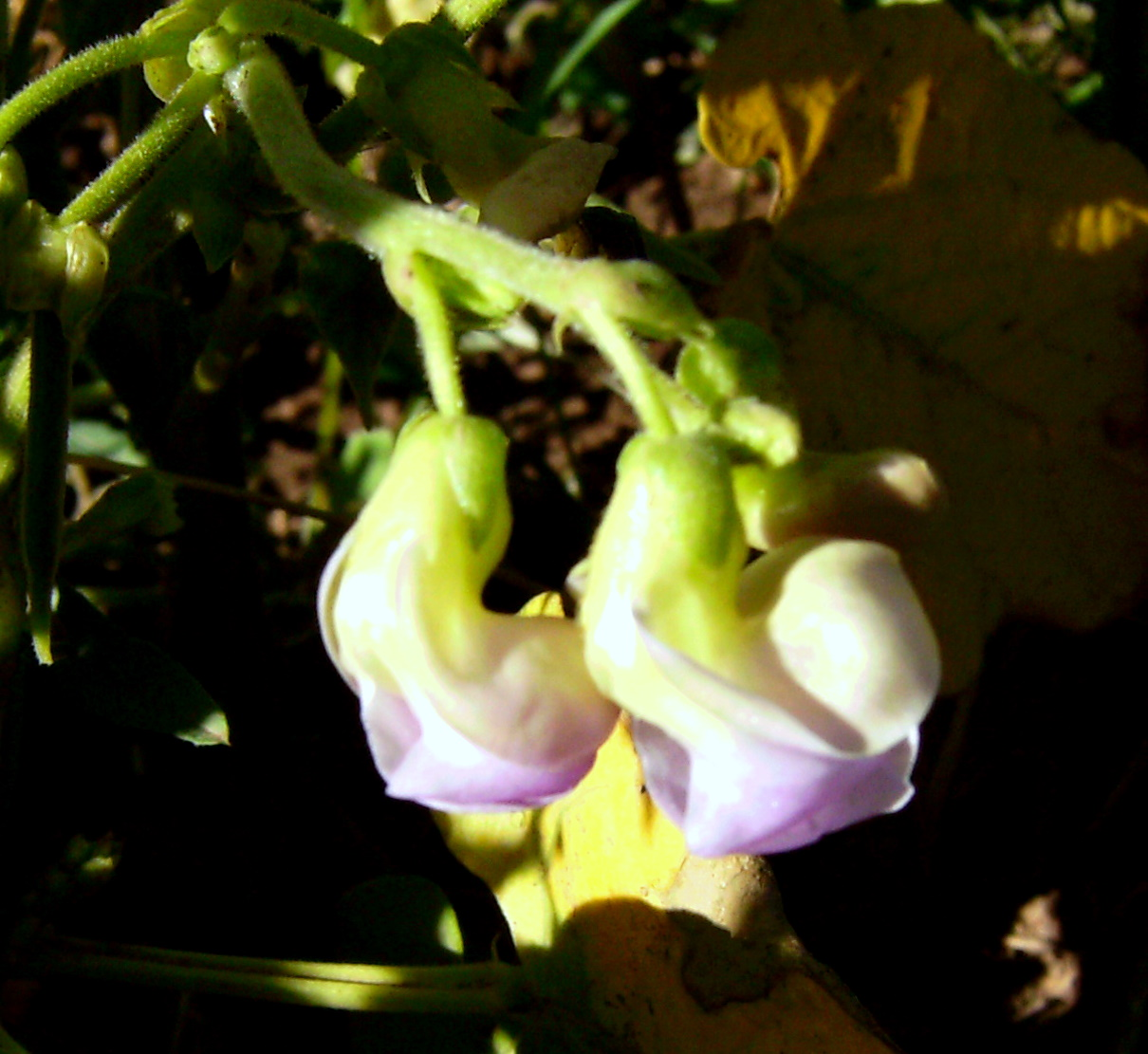
Flors de mongetera del cultivar "Contender" (varietat nana)
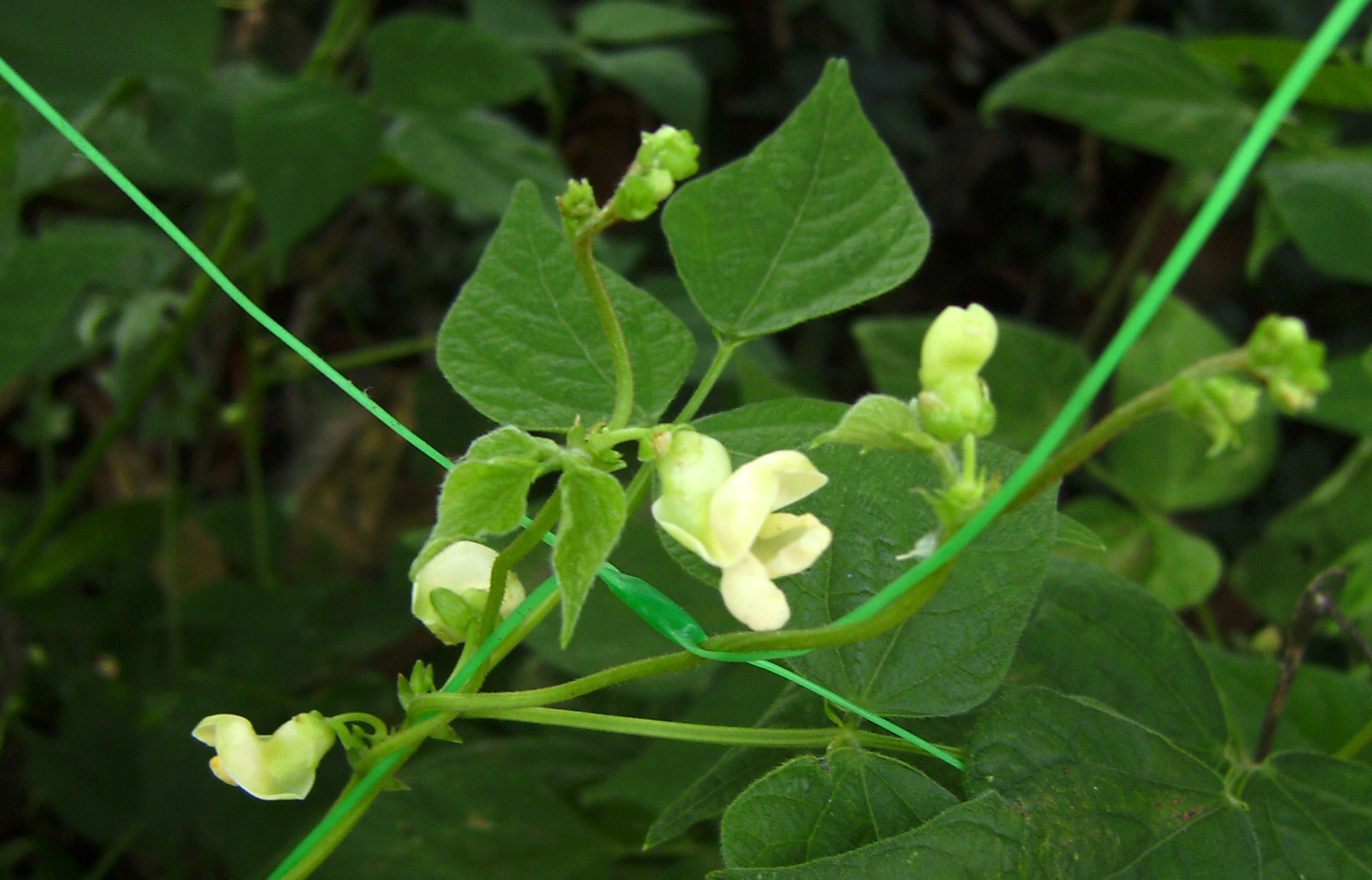
Flors de fesol de la varietat Buenos Aires o Perona (varietat d'emparrar)
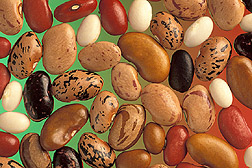
Diversitat de fesols secs
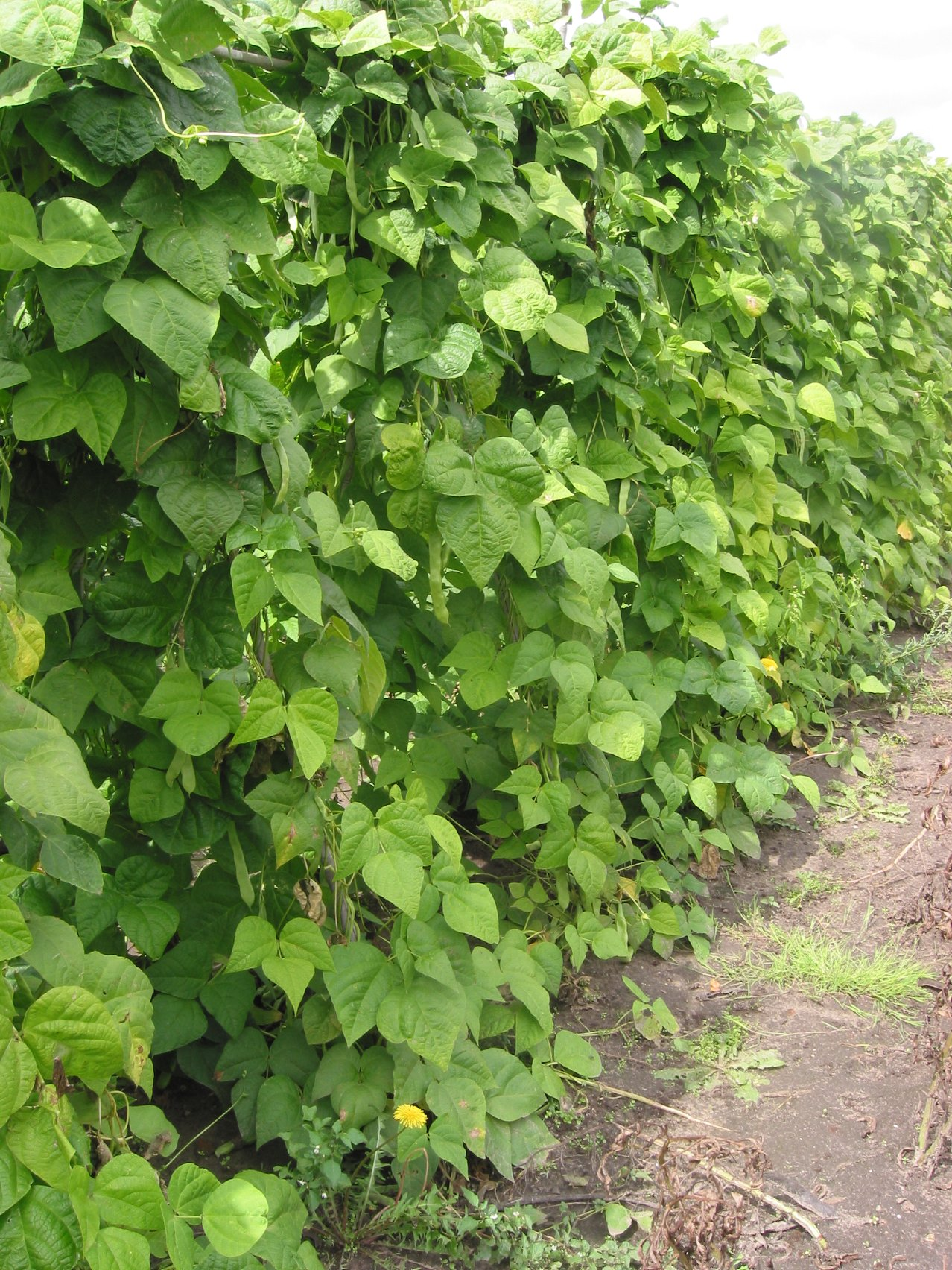
Mongetera amb tavelles o bajoques
Mongetera d'emparrar cultivar Perfecció a Castelltallat

## Gastronomia

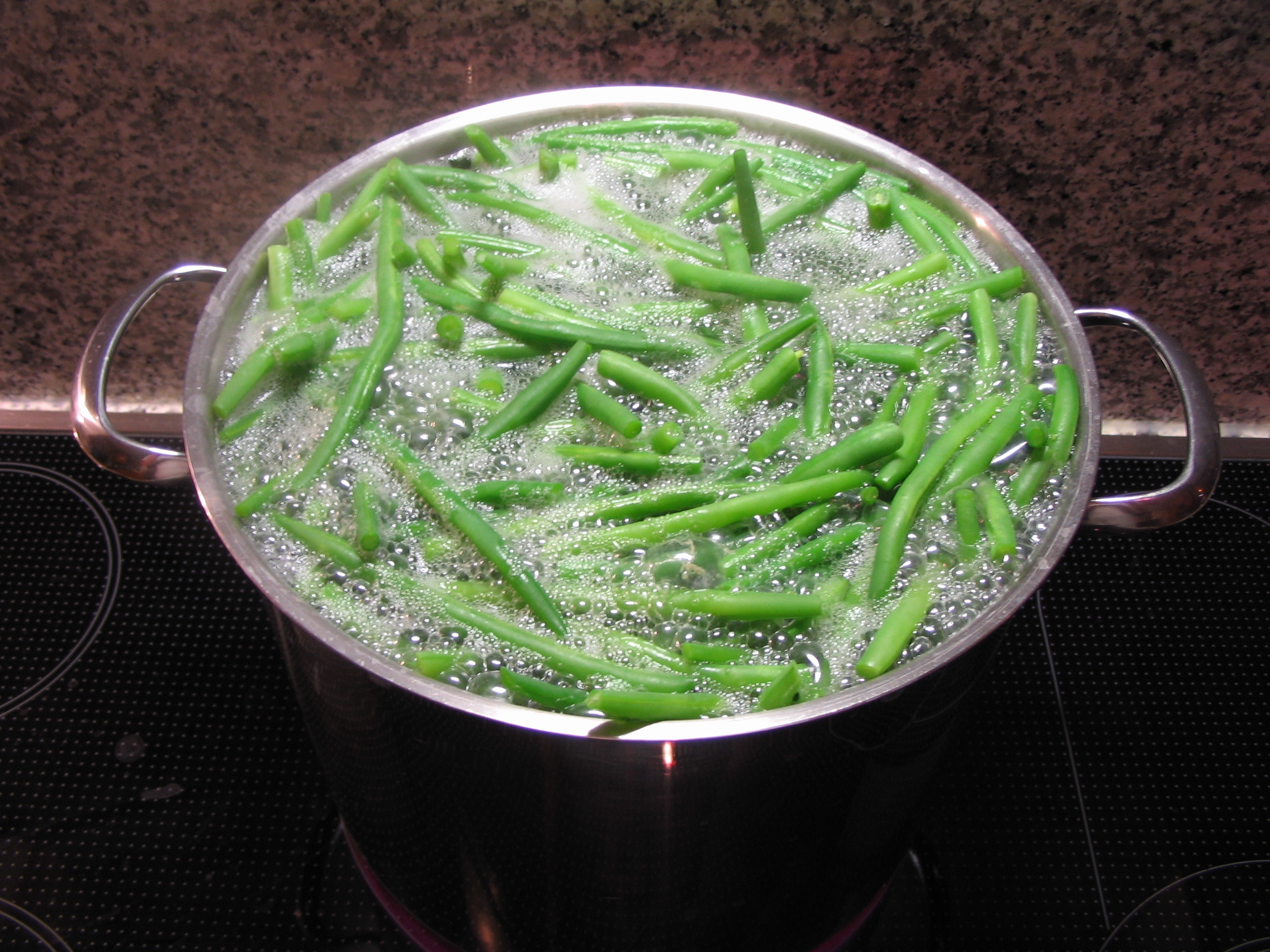
Bajoques rodones bullides

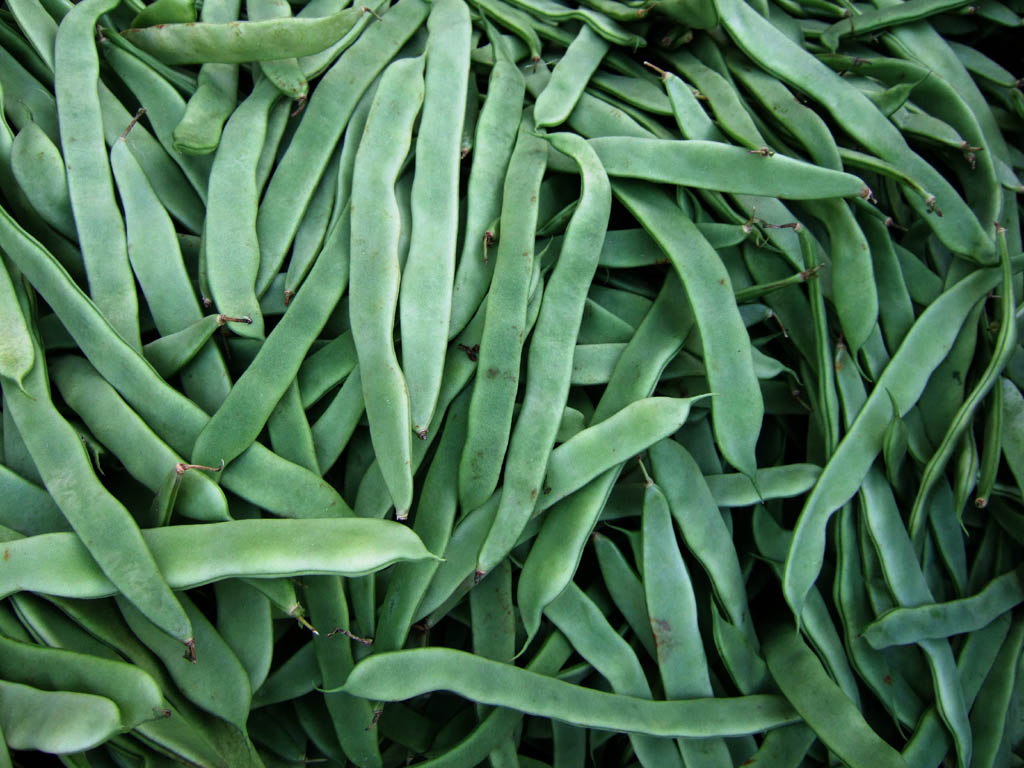
Bajoques planes (crues)

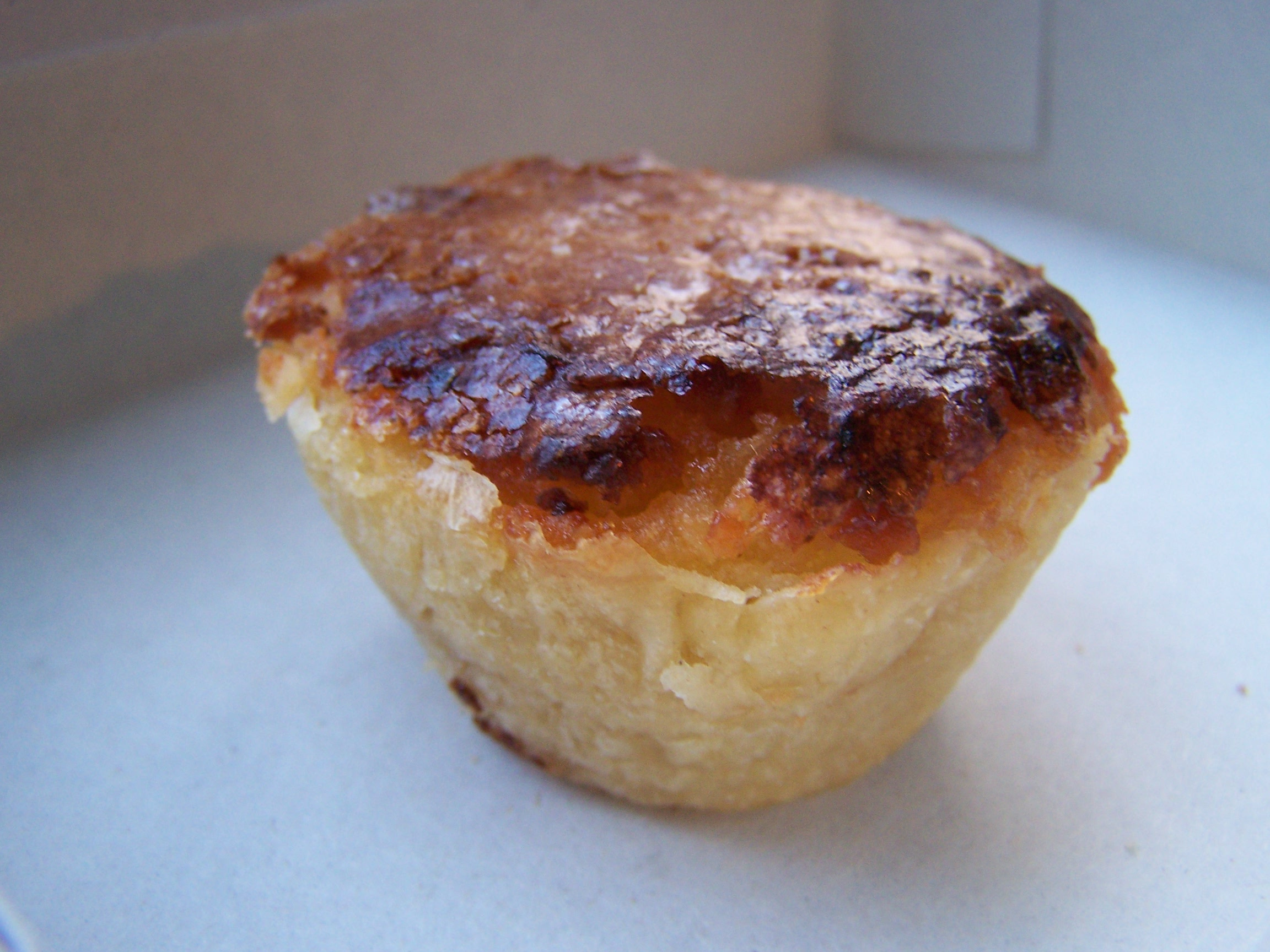
Pastisset dolç fet amb mongeta seca

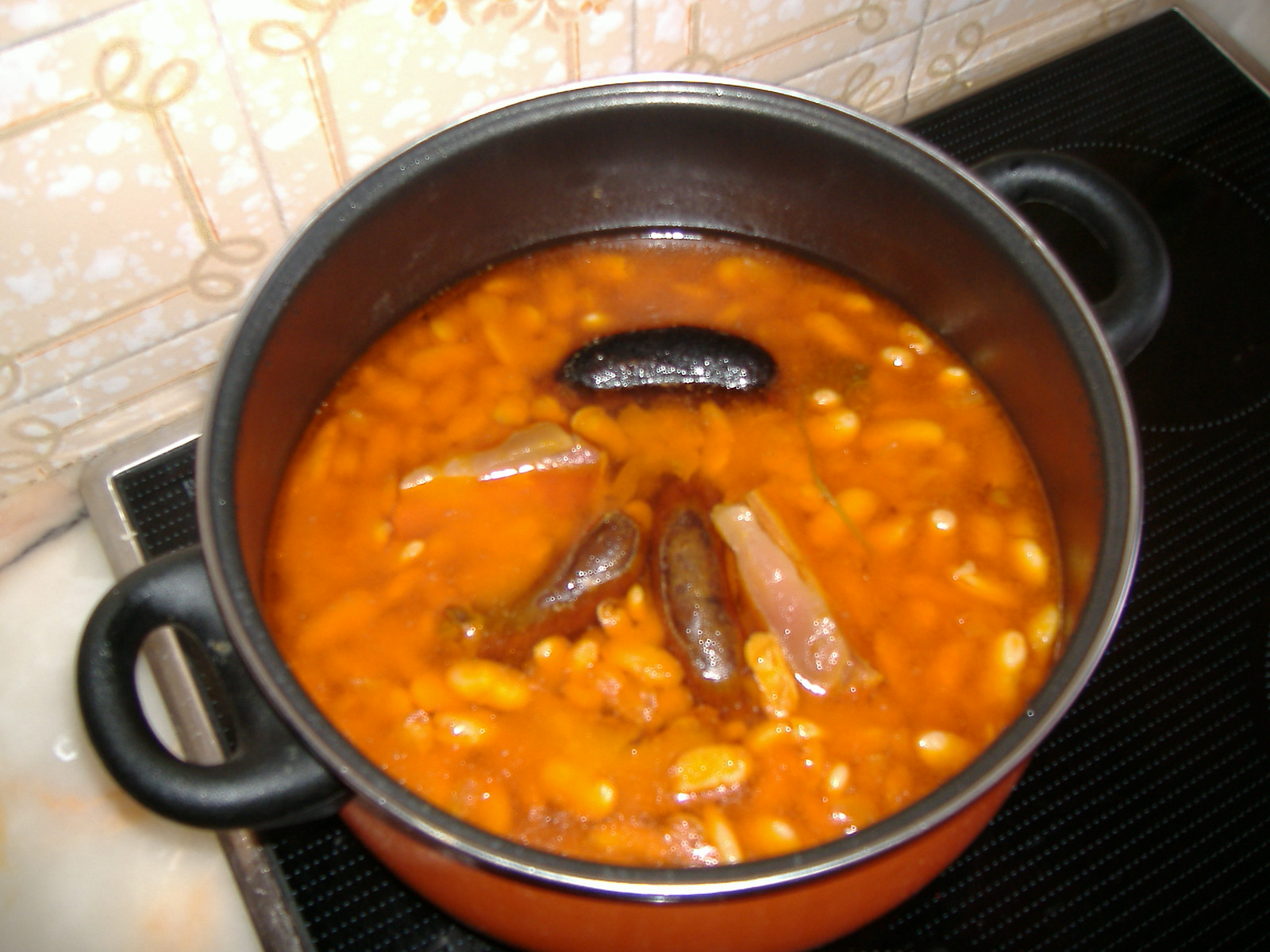
Mongetes seques guisades

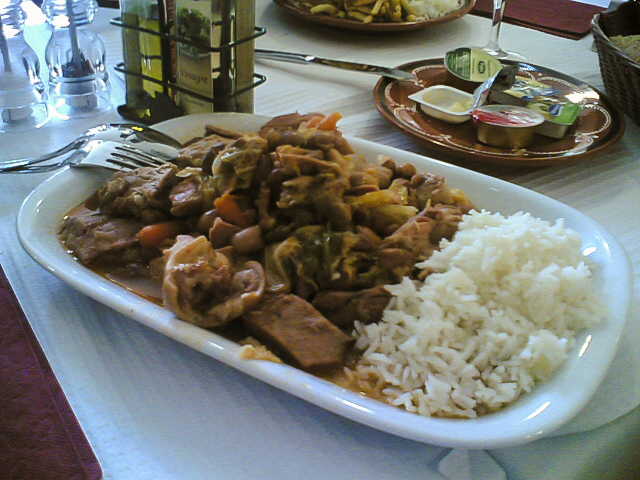
Feijoada portuguesa

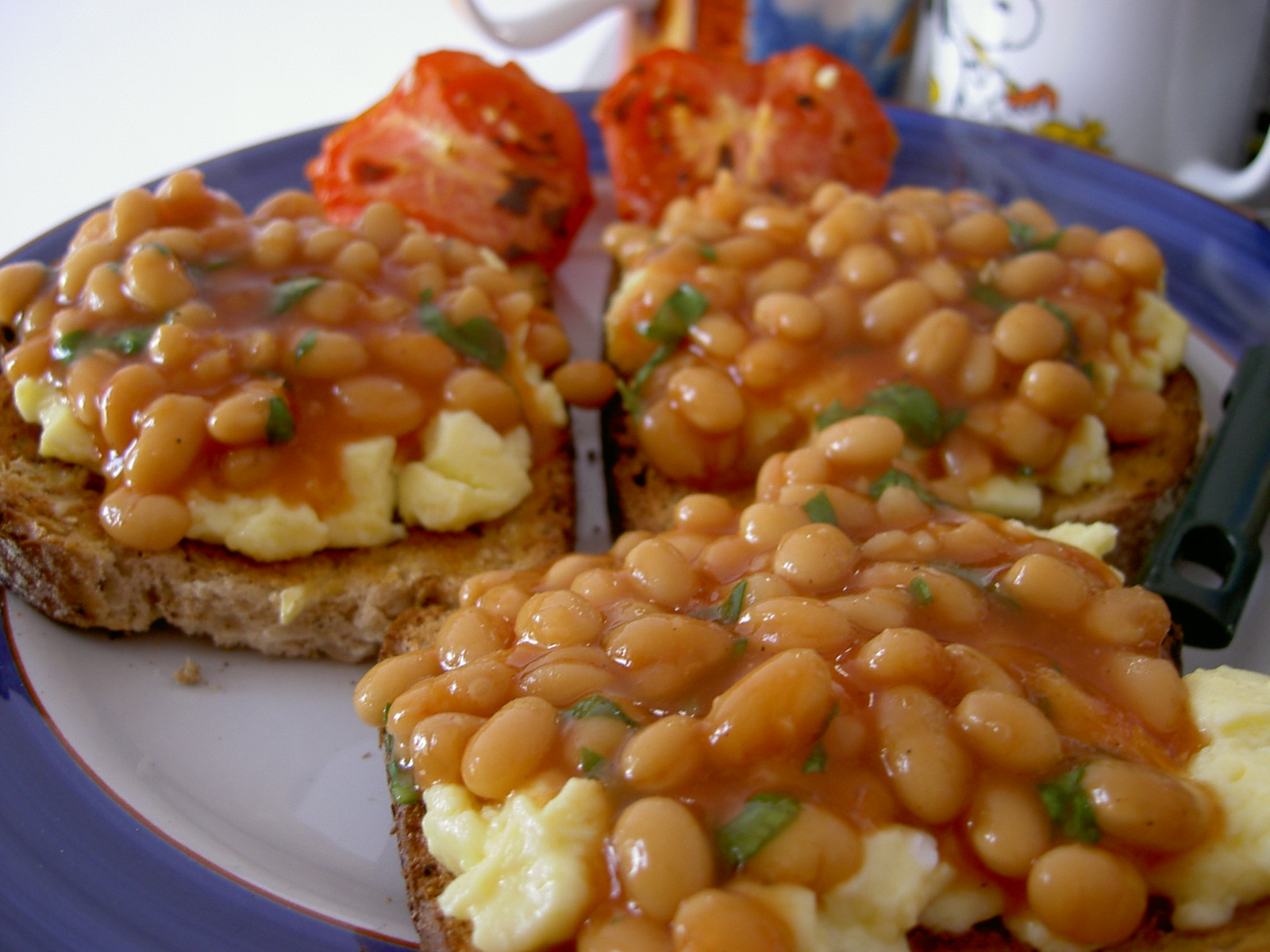
Mongetes en un esmorzar

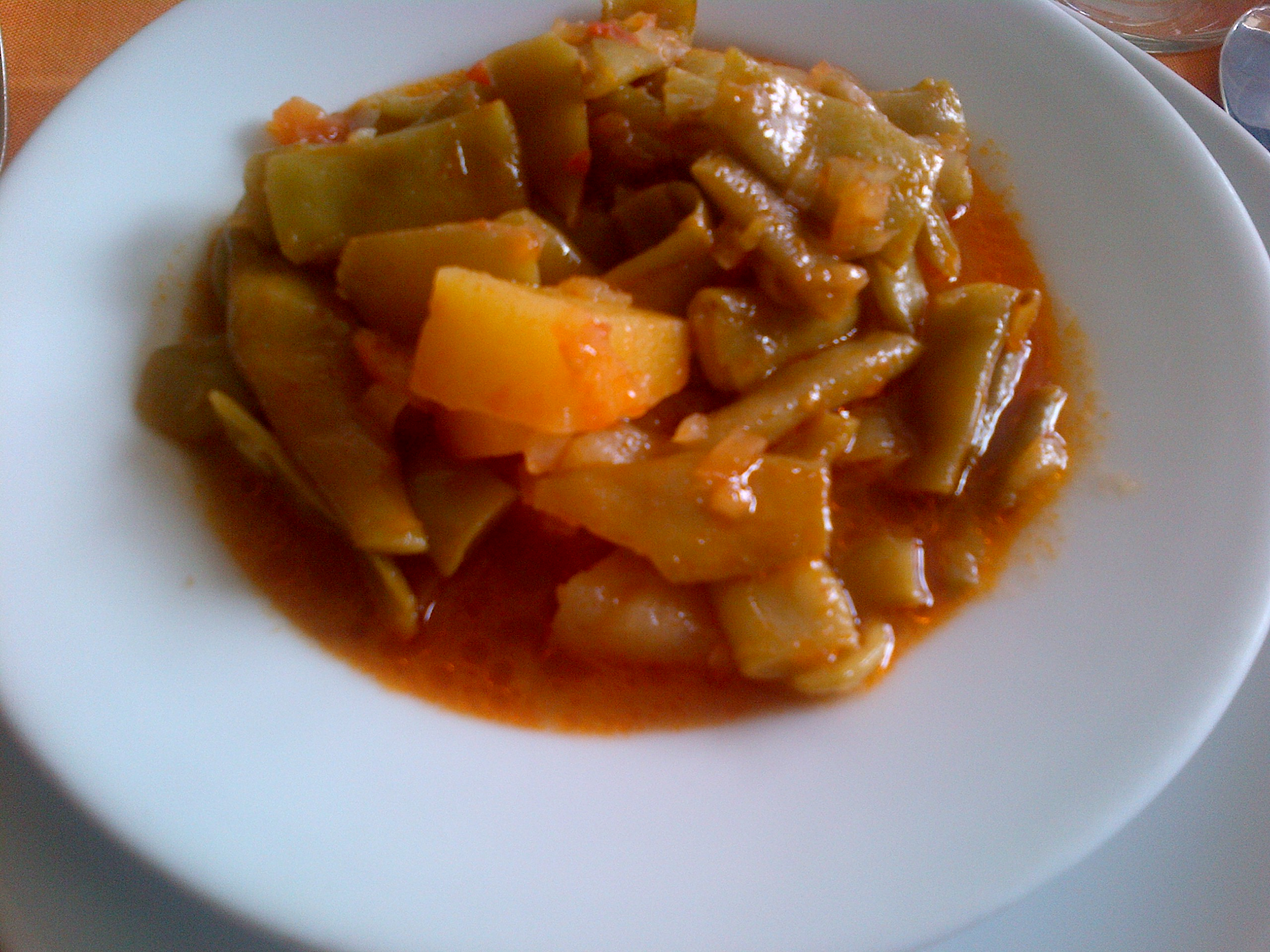
Taze fasulye és un plat de tavelles verdes de la cuina turca.

De les fesoleres o mongeteres es pot menjar el gra sec (mongeta seca, mongeta rossa o fesol) o les tavelles verdes anomenades mongeta verda o mongeta tendra a gran part de Catalunya, bajoques a la província de Tarragona, bajoques o bajoquetes i tavelles al País Valencià. Fesols és el nom que reben a Menorca els pèsols. L'origen del mot català mongetes es trobaria en un malnom amb el qual el poble pla nomenaria els fesols.
En gastronomia, el fesol, mongeta seca o mongeta rossa és l'ingredient principal de l'arròs amb fesols i naps valencià. De Catalunya n'és típica la varietat "del ganxet" blanca, grossa i de forma molt ronyonada, i també les "mongetes de Santa Pau". Es mengen sovint passades per la paella, amb una mica de cansalada, com acompanyament, essent emblemàtica la botifarra amb mongetes, o bé guisades, amb un sofregit i embotits o carns. Sol haver-n'hi, també, a l'escudella. Les mongetes seques trinxades s'utilitzen també en forma de puré o per a fer mandonguilles i hamburgueses vegetarianes. Al País Valencià no es coneix el mot mongetes sinó fesol (quan és 'seca') o bajoca o bajoqueta (quan és 'tendra'). Les mongetes són d'origen americà i van tardar més d'un segle, a partir del contacte amb aquest continent, a implantar-se als Països Catalans, però van agradar i fins i tot es van crear variants o van substituir, parcialment o total, altres llegums (sobretot cigrons o faves) en alguns plats. Al començament, com tots els llegums, es tendien a considerar un aliment humil, però actualment se'n valora molt la composició nutritiva.
Els plats guisats a base de mongetes són prou comuns a Europa, trobem, per exemple, les baked beans britàniques, que es poden menjar a l'esmorzar, la fabada asturiana, el caçolet occità, etc. A alguns països de Sud-amèrica es mengen sovint de color rogenc o fosc, és el cas, per exemple, de les que trobem a la feijoada típica al Brasil. Però també es poden menjar d'altres maneres, a Portugal, per exemple, se'n fan uns pastissets dolços anomenats pastel de feijão. En general, a Mèxic i Amèrica central i del sud, les mongetes seques són un aliment essencial que s'utilitza en molts plats i preparacions habituals en la seva dieta.
La bajoca o mongeta tendra es menja als Països Catalans sobretot com a verdura, essent-ne una de les més habituals. Sovint es preparen bullides o al vapor, s'amaneixen i es consumeixen calentes, com a primer plat. Moltes vegades s'acompanyen de patata i potser també d'altres verdures, com la ceba o la pastanaga. Una jardinera de verdures és una barreja d'aquestes verdures i alguna més, per exemple, pèsols. L'aigua en la qual es bullen les mongetes es fa servir de vegades per a guisats, sopes o arrossos, en comptes d'aigua neta. També són molt habituals als arrossos i paelles. Les mongetes tendres poden formar part de plats una mica menys senzills, amb altres ingredients, com la truita paisana, l'ensalada russa, etc. Al País Valencià, a les zones d'Horta, hi ha nombroses receptes de cuina que hi porten bajoqueta, com per exemple les bajoquetes al tombet. Es distingeix dos tipus, la mongeta verda plana -amb les seves varietats- i la rodona, anomenada bajoqueta fina o del cigarret al País Valencià. Precisament al País Valencià ens trobem amb una varietat més extensa de bajoquetes, entre les quals destaquen la de ferradura, el roget o la bajoqueta fina, al costat d'altres varietats que es mengen ja granades, amb la tavella assecant-se però encara tendres com el garrofó a la tavella pròpiament dita.
En altres països es poden menjar d'altres maneres. Per exemple, a França el més habitual és menjar-les fredes, bullides o en conserva, en amanides -de plat únic, amb enciam, alguna proteïna, etc.- o com a acompanyament de l'ànec o, de vegades, altres carns. A Portugal, calentes, també es mengen sovint com a acompanyament o com un dels dos acompanyaments, que són sovint un de verdura cuita i un altre d'amanida.

## Altres usos
S'han utilitzat fulles de mongeta per atrapar les xinxes a les cases. Els pèls microscòpics (tricomes) de les fulles del fesol atrapen els insectes.
Des de l’antiguitat, les mongetes s’utilitzaven com a dispositiu en diversos mètodes d'endevinació. L'endevinació amb mongetes s’anomena favomància.
S'ha trobat que Phaseolus vulgaris bio-acumula zinc, manganès i ferro i té certa tolerància a les seves respectives toxicitats, cosa que suggereix la idoneïtat per a la bio-remediació natural de sòls contaminats per metalls pesants.

## Varietats
- Fesol negre
- Mongeta del ganxet
- Mongeta de Santa Pau
- Mongeta del Carme vermella
- Mongeta carai
- Mongeta fesol de Sant Jaume
- Mongeta confit
- Mongeta de Castellfollit del Boix
- Mongeta bitxo
- Mongeta paretana
- Mongeta del veremar